# ASL Airlines Belgium
ASL Airlines Belgium (in precedenza TNT Airways S.A.) è una compagnia aerea che opera nel campo del trasporto merci e voli charter (questi ultimi dal 2004). Fu fondata nel 1999 da TNT. Effettua voli tutto-merci e charter verso più di 90 destinazioni (soprattutto europee). Il 5 febbraio 2016, ASL Airlines Ireland iniziava la trattativa per l'acquisizione di TNT Airways e PAN Air da TNT Express, completata nel maggio 2016 con il cambio di ragione sociale.

## Storia
TNT Airways (Thomas Nationwide Transport) fu fondata e costituita in Belgio nel 1999; nello stesso anno fece richiesta per il COA e la licenza di trasporto aereo alle competenti autorità belghe.
All'inizio del 2000 TNT Airways ottenne la prima certificazione per utilizzare i BAe 146-300 QT. La società iniziò le operazioni tra Liegi e Vienna il 15 febbraio. Mesi dopo venne inserito nella flotta il primo Airbus A300B4F e l'azienda divenne membro a pieno titolo di IATA. Nell'anno successivo le autorità belghe riconobbero a TNT Airways il ruolo di compagnia aerea di linea.
Nel 2002, il Dipartimento dei Trasporti degli Stati Uniti e la FAA autorizzarono le operazioni da e per gli Stati Uniti. Inoltre, mentre la Liege Airport Company rilasciò una licenza per fornire servizi di assistenza a terra a vettori di terzi. Dopo che i primi Boeing 747-400ERF entrarono in flotta TNT Airways strinse accordi di code-share con China Southern per un servizio giornaliero tra Liegi, Shanghai e Shenzhen.
Nel 2003 fece il suo ingresso nella flotta il primo Boeing 737-300(SF), con manutenzione affidata a KLM Engineering. L'anno successivo, TNT Airways ottenne l'approvazione per il trasporto di passeggeri su voli charter.
Nel 2010, la società ampliò la rete di rotte a lungo raggio con un servizio aereo di cinque giorni alla settimana che collegava Mosca con Liegi, nonché un volo diretto tra Chongqing e Liegi. L'anno successivo, l'azienda ricevette tre Boeing 777F nella flotta.
Nel 2012, TNT Airways ed Emirates SkyCargo ampliarono la loro collaborazione firmando un accordo di code-share. Emirates SkyCargo avrebbe inserito il suo codice e avrebbe utilizzato lo spazio dei Boeing 777F di TNT Airways sulle rotte New York-Liegi e Hong Kong-Dubai-Liegi.
Nel 2016, ASL Airlines Ireland acquistò TNT Airways e la consociata spagnola PAN Air da TNT Express. Di conseguenza, dal mese di maggio mutò nome in ASL Airlines Belgium.

## Flotta

### Flotta attuale

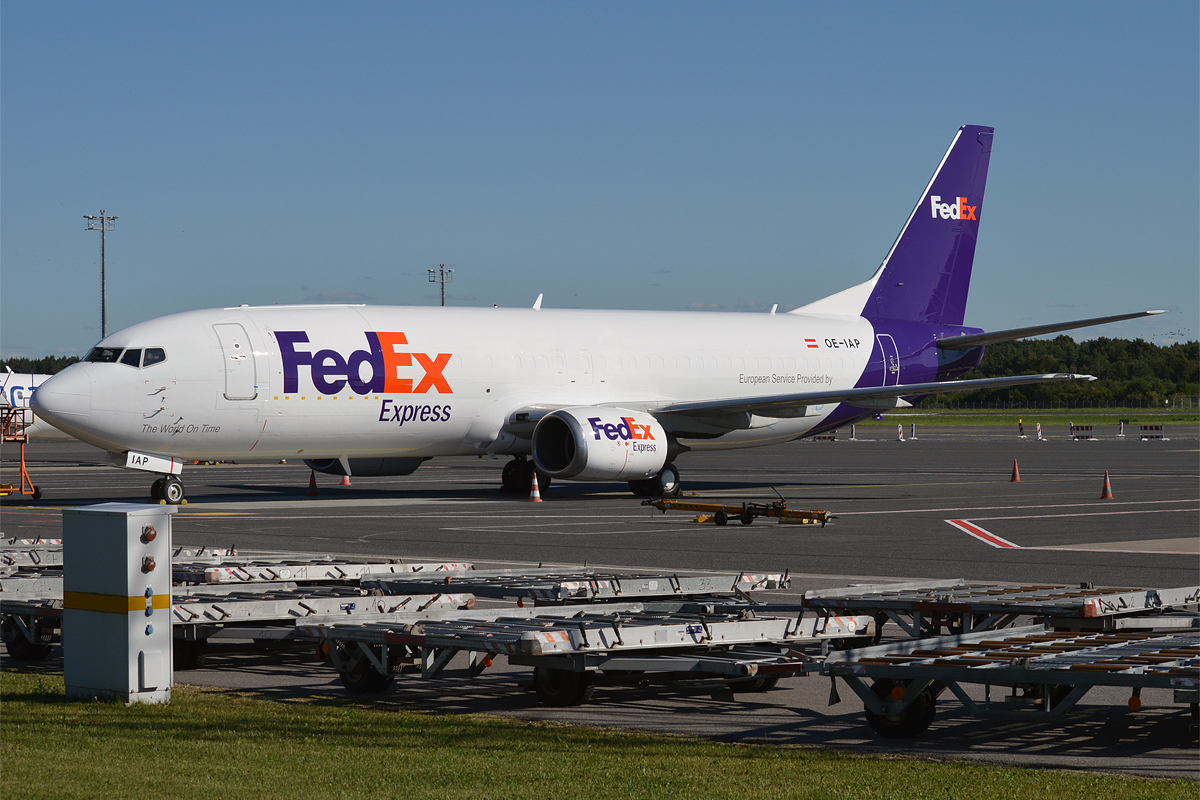
Uno dei Boeing 737-400F operati per conto di FedEx Express.

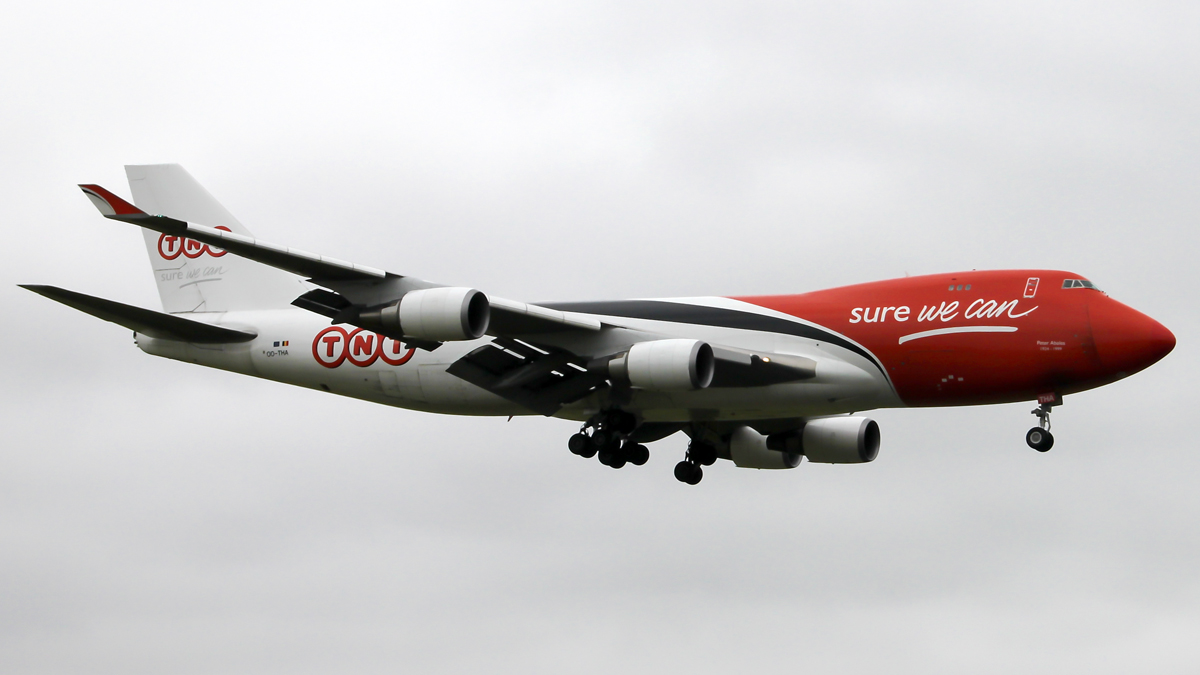
Un Boeing 747-400F di TNT Airways.

A maggio 2024 la flotta di ASL Airlines Belgium era così composta:

### Flotta storica
TNT Airways ha operato in precedenza con i seguenti tipi di aeromobili:
- Airbus A300F
- BAe 146-300QT
- Boeing 727F in noleggio
- Boeing 737-300(SF)
- Boeing 757-200(PCF) in noleggio
- Boeing 777F

## Incidenti
- Il 15 giugno 2006, un Boeing 737-300F, marche OO-TND, uscì di pista durante l'atterraggio a Londra Stansted ma riuscì a riattaccare. Nonostante il go around, parti del carrello del Boeing erano ormai danneggiate. L'aereo dirottò verso Birmingham, dove il carrello di atterraggio collassò definitivamente; non ci furono vittime, ma il 737 venne in seguito demolito.[7]